# Carea vulpina
Carea vulpina är en fjärilsart som beskrevs av W. Warren 1912. Carea vulpina ingår i släktet Carea och familjen trågspinnare. Inga underarter finns listade i Catalogue of Life.